# Bevan Smith
Bevan Smith (Bevan Duncan Smith; * 18. Juli 1950 in Lower Hutt) ist ein ehemaliger neuseeländischer Sprinter.
Bei den Olympischen Spielen 1972 in München erreichte er über 200 m das Viertelfinale. Im Jahr darauf gewann er bei den Pacific Conference Games Bronze über 200 m.
Bei den British Commonwealth Games 1974 in Christchurch holte er Bronze über 200 m. Über 400 m wurde er Sechster, in der 4-mal-100-Meter-Staffel Siebter und in der 4-mal-400-Meter-Staffel Fünfter.
1977 siegte er bei den Pacific Conference Games über 400 m.
Bei den Commonwealth Games 1978 in Edmonton schied er über 200 m im Viertelfinale, über 400 m im Halbfinale und mit der neuseeländischen 4-mal-100-Meter-Stafette im Vorlauf aus.
Fünfmal wurde er Neuseeländischer Meister über 200 m (1971–1975) und je zweimal über 100 m (1971, 1974) und 400 m (1975, 1977).

## Persönliche Bestzeiten
- 200 m: 20,88 s, 4. März 1972, Hamilton
- 400 m: 46,10 s, 1. März 1975, Dunedin